# World Jump Day

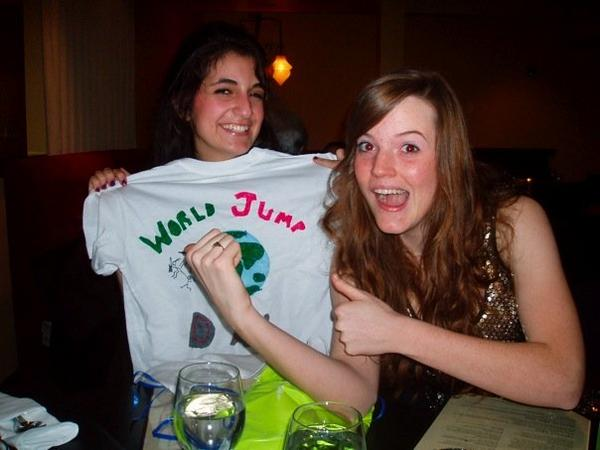
Mujeres con una camiseta del World Jump Day

El World Jump Day (Día del Salto Mundial) fue el primer evento flashmob mundial planificado para el 20 de julio de 2006 a las 11:39.13 GMT, tiempo para el que la organización planea que 600 millones de personas del hemisferio norte salten simultáneamente. Afirman que sacarán a la Tierra de su órbita actual, moviéndola a una nueva en la que no habrá calentamiento global. El sitio es una instalación artística, y no es algo que haya que tomarse en serio.
La afirmación del World Jump day es completamente acientífica. Hay muchas razones para refutar dicha tesis:
- Es imposible cambiar permanentemente la órbita de la tierra usando la propia masa del planeta, que incluye la de su población, a menos que esa masa sea eyectada de la Tierra a velocidad de escape (ver la tercera ley del movimiento de Newton). El centro de gravedad del sistema (que son la Tierra y su población) va a permanecer exactamente en la misma órbita antes, durante y después del salto. En el punto de separación máxima se puede decir que la Tierra teóricamente se mueve de su órbita, pero solo para recuperar su posición inicial al momento del aterrizaje. Cabe aclarar que este movimiento es inmensamente pequeño (ver segunda razón).

- Aún eyectando dicha masa de la Tierra (o colisionándola desde el espacio), la energía resultante sería equivalente a solo el 2% de la energía emitida por una bomba de hidrógeno moderna, y movería a la Tierra el equivalente a una fracción del radio de un solo átomo

- Como la órbita del planeta es elíptica, ya hay grandes variaciones en su distancia al sol (unos 5.000.000 km entre afelio y perihelio) sin ningún cambio general en la temperatura terrestre (cabe notar que los cambios estacionales se deben al ángulo de rotación terrestre, y no a su órbita).

- Aplicar dicha fuerza a la superficie de la Tierra no movería la órbita más lejos del Sol - en todo caso la haría más excéntrica (o sea, más ovalada). Entonces, en ciertos momentos del año la Tierra estaría más lejos del Sol, pero en otros, aún más cerca que antes.

Según la información que aporta un DNS lookup, el dominio http://arquivo.pt/wayback/20090705205000/http://www.worldjumpday.org/ está registrado a nombre de Torsten Lauschmann. Lauschmann es un artista alemán que vive actualmente en Glasgow. Su sitio web, http://www.lauschmann.com, enlaza a la página del World Jump Day y a un tour que realizó bajo el nombre de "Slender Whiteman" (http://www.slenderwhiteman.com Archivado el 9 de febrero de 2014 en Wayback Machine.)